# Vanda fuscoviridis
Vanda fuscoviridis är en orkidéart som beskrevs av John Lindley. Vanda fuscoviridis ingår i släktet Vanda och familjen orkidéer. Inga underarter finns listade i Catalogue of Life.